# Einhänder
Einhänder (アインハンダー, en version originale japonaise) est un jeu vidéo de type shoot 'em up développé et édité par Square en 1997 sur PlayStation. Il a été réédité en 2008 sur PlayStation Network.

## Système de jeu
Einhänder est un shoot 'em up à défilement horizontal. Situé dans un univers futuriste, le jeu consiste à vaincre des ennemis gigantesques en les réduisant en pièces. Ces monstres surgissent de l'arrière-plan et ressemblent à des animaux biomécaniques. Leur taille colossale définit le périmètre d'action et de déplacement. Le joueur contrôle un vaisseau possédant un bras mécanique qui permet de récupérer des armes lâchées par les ennemis abattus. Les munitions sont en quantité limitée, ce qui oblige à une gestion des ressources.